# Gymnasium St. Wolfhelm
Das Gymnasium St. Wolfhelm liegt in Waldniel, einem Ortsteil von Schwalmtal am Niederrhein. Es wurde benannt nach dem seligen Wolfhelm († 22. April 1091), Abt der Abtei Brauweiler.

## Geschichte
Das Gymnasium St. Wolfhelm geht auf die Rektoratsschule zurück, die sich bereits im 19. Jahrhundert in Waldniel befand. Aus dieser entwickelte sich ein Progymnasium, das den Erwerb der Mittleren Reife ermöglichte. Da die Schülerzahlen nach dem Zweiten Weltkrieg stark anstiegen und die Schüler nach der 10. Klasse noch immer auf die Gymnasien benachbarter Orte (z. B. Mönchengladbach) wechseln mussten, wurde in den 1960er Jahren das heutige Gymnasium gegründet. Es wurde von Anfang an als vierzügiges Gymnasium geführt und ab 1969 mit den Klassen 5 bis 13 betrieben. Die Gründung und Planung wurde wesentlich von dem katholischen Geistlichen Dr. Achim Besgen mitbetrieben, der auch erster Schulleiter wurde. Damit war Besgen der einzige katholische Geistliche Deutschlands, der Schulleiter eines Gymnasiums in öffentlicher Trägerschaft war. Nachfolger von Besgen wurde der evangelische Theologe Hans-Peter Knauf; 2001 bis 2018 war Barbara Cloeters Schulleiterin.
Die Aula der Schule wurde 2008/09 erheblich renoviert und technisch auf einen Stand gebracht, der dort auch aufwändige Theateraufführungen ermöglicht. Sie dient seither als Mehrzweckhalle für die Gemeinde Schwalmtal und heißt seit dem 2. September 2009 Achim-Besgen-Halle. Seit 2010 gibt es eine Mensa für das Gymnasium und die benachbarte Realschule.
Die Schule besteht aus zwei Gebäuden mit etwa 80 Klassenzimmern und einer Dreifachturnhalle. Das nahegelegene Solarbad wird mitgenutzt.

## Theater
Die durch Auftritte im südfranzösischen Ganges und in Montpellier weit über die Grenzen Schwalmtals hinaus bekannte Theater-AG des St.-Wolfhelm-Gymnasiums, bei der auch Charlotte Roche erste Bühnenerfahrungen sammelte, erreichte 1999 mit der Aufführung des Broadway-Musicals Der Mann von La Mancha den ersten Platz beim Niederrheinischen Amateur-Theater-Wettbewerb in Xanten.

## Bekannte Schüler
- Hans Hermann Henrix (* 1941), römisch-katholischer Theologe
- Theo Lieven (* 1952), Vobis-Gründer
- Claus Krämer (* 1957), Autor, Illustrator, Maler und Musiker
- Thomas Loibl (* 1969), Schauspieler
- Stefan Berger (* 1969), Abgeordneter (CDU) im Europäischen Parlament
- Simon Jentzsch (* 1976), ehemaliger Bundesligatorwart
- Charlotte Roche (* 1978), Autorin
- Joachim Winterscheidt (* 1979), Moderator
- Johannes van den Bergh (* 1986), Bundesligaspieler